# Miratesta
Miratesta é um género de gastrópode  da família Planorbidae.
Este género contém as seguintes espécies:
- Miratesta celebensis P. & F. Sarasin, 1898